# 密什克多爾濟
密什克多尔济（?—?），卫拉特蒙古准噶尔部台吉，绰罗斯氏。清朝蒙古王公，茂海的次子，茂海是巴图尔珲台吉之弟墨尔根岱青的玄孙。
雍正九年（1731年），因为受到大策凌敦多布鼓动，他随从父亲茂海潜逃准噶尔，驻牧于特穆尔图淖尔一带。乾隆二十年（1755年），清军定伊犁征达瓦齐，他和兄长齐默特多尔济等迎降。受命至承德朝觐，乾隆帝诏令他附属于喀尔喀额鲁特旗札萨克固山贝子朋素克游牧。